# Crambionella
Crambionella är ett släkte av maneter. Crambionella ingår i familjen Catostylidae.
Kladogram enligt Catalogue of Life:
| Crambionella | \| \| Crambionella annadalei \| \| \| \| \| \| Crambionella orsini \| \| \| \| \| \| Crambionella stuhlmanni \| \| \| \| |
|              | \| \| Crambionella annadalei \| \| \| \| \| \| Crambionella orsini \| \| \| \| \| \| Crambionella stuhlmanni \| \| \| \| |
|              | Acromitoides |
|              | |
|              | Acromitus |
|              | |
|              | Catostylus |
|              | |
|              | Crambione |
|              | |
|              | Leptobrachia |
|              | |
|              | Crambionella annadalei                                                                                                   |
|              | |
|              | Crambionella orsini |
|              | |
|              | Crambionella stuhlmanni                                                                                                  |
|              | |

|  | Crambionella annadalei  |
|  |                         |
|  | Crambionella orsini     |
|  |                         |
|  | Crambionella stuhlmanni |
|  |                         |